# Once Was Not
Once Was Not è il quinto album in studio dei Cryptopsy, ed è stato pubblicato nel 2005.
Al contrario dei suoi precedenti dischi, Blasphemy Made Flesh e None So Vile, in cui i testi di Lord Worm erano incentrati soprattutto su temi quali il gore, la blasfemia, ed il sesso, in questo disco le liriche sono maggiormente poetiche e riguardanti temi di attualità, come la guerra, la filosofia o la paura della morte. È stato realizzato un videoclip per la canzone The Pestilence That Walketh in Darkness.

## Tracce
1. Luminum – 1:46
2. In the Kingdom Where Everything Dies, the Sky Is Mortal – 5:21
3. Carrionshine – 3:22
4. Adeste Infidelis – 4:39
5. The Curse of the Great – 5:22
6. The Frantic Pace of Dying – 4:33
7. Keeping the Cadaver Dogs Busy – 5:58
8. Angelskingarden – 7:08
9. The Pestilence That Walketh in Darkness – 3:26
10. The End – 2:49
11. Endless Cemetery – 5:20

## Formazione
- Lord Worm - voce
- Alex Auburn - chitarra
- Eric Langlois - basso
- Flo Mounier - batteria